# Real Federación Española de Voleibol
Real Federación Española de Voleibol (RFEVB) är ett specialidrottsförbund för volleyboll och varianter av volleyboll som CEV och/eller FIVB ser som officiella (beachvolley, snowvolley och minivolleyboll) i Spanien. Förbundet är medlem av CEV (europeiska volleybollförbundet) och FIVB (internationella volleybollförbundet). Det ansvarar för de spanska serierna på nationell nivå, att träna domare och tränare, att ta ut landslagen (som dam & herr) och att under ledning av Consejo Superior de Deportes säkerställa att regler inom volleybollområdet följs (t.ex. arbete mot doping)
Volleybollen kom till Spanien omkring 1920 från andra delar av västeuropa. Det dröjde dock till efter andra världskriget innan det började ske under mer organiserade former. I början fanns det inte något volleybollförbund i Spanien utan volleybollen tillhörde flera olika förbund. Först var volleybollen del av handbollsförbundet (1948-1950), under denna tiden hände inte mycket då handbollsförbundet var fullt upptagen med de egna varianterna (både inomhus och utomhus). Detta ledde till att Delegación Nacional de Deportes istället flyttade volleybollen till basketförbundet. Detta gick bättre, framförallt i början. Spanska cupen i volleyboll för herrar spelades första gången 1950-1951 och regler för sporten publicerades. Efter ett tag avtog basketförbundets intresse och 1958 beslutades att flytta volleybollen igen, denna gång till rugbyförbundet. Detta blev dock inte speciellt väl genomfört och en period med organisatorisk förvirring följde tills volleybollförbundet bildades som ett eget förbund 26 januari 1960.
Under början av efterkrigstiden var det framförallt från östeuropa som volleybollen kom till Spanien. Både genom studenter från bl.a. Polen och Ukraina vid Colegio Mayor Santiago Apostol de Madrid och senare spanjorer som återvänt från Sovjetunionen. Senare kom person från Puerto Rico och Sydamerika att bidra till att sprida sporten. De första nationella tävlingarna i beachvolley hölls 1988
Det fanns 2021 i Spanien 23 129 licenserade kvinnliga spelare och 8 616 manliga spelare. Det fanns också 3 161 licenserade tränare. Katalonien står för ungefär en tredjedel av de licenserade spelarna, andra regioner med många spelare är Andalusien, Kanarieöarna och Valencia.